# أرن السفلي (بزنجان)
أرن السفلی (بالفارسية: ارن سفلی) هي قرية تقع في إيران في قسم بزنجان الريفي. يقدر عدد سكانها بـ 208 نسمة بحسب إحصاء 2016.